# Prima Nocta
Prima Nocta est un groupe de musique néo-médiéval et folk metal belge né en 2007, originaire Gand en Belgique, jouant des styles entre folk rock, metal-médiéval et néo-médiéval avec des instruments aussi variés que des Marktsackpfeife (type de cornemuse médiévale allemande), chalemie, Rauschpfeife, percussions, violon et bouzouki électrifié.
Le groupe se produit lors de nombreuses représentations tant sur les fêtes et marchés médiévaux en France comme en Belgique et aussi sur les scènes de festivals, avec des tenues d'inspiration médiévale et issus de l'imaginaire fantastique. Leurs prestations scéniques sont brutes comme celles d'un groupe de Métal.

## Biographie
En 2007, cinq musiciens venus de Flandre (Gand) en Belgique se rencontrent et envisagent de devenir le premier groupe de Belgique à suivre les traces de groupes néo-médiévaux allemands assez populaires, tels qu' In Extremo, Schelmish ou Corvus Corax. En 2015 des musiciens de Wallonie prendrons part au groupe. Constitué uniquement d'une formation de  Marktsackpfeife, Rauschpfeife et percussions à leur début, il se renforcera avec l'arrivée d'autres musiciens qui leur apporteront de nouveaux sons comme le violon, ce qui portera le groupe à six membre depuis.
Écumant les fêtes et marchés médiévaux depuis leurs débuts, ces six musiciens délaissent au fil du temps les musiques d'inspirations médiévales pour adopter un son plus lourd et une rythmique plus puissante.
Le groupe a depuis créer sa propre identité sonore et se produit sur davantage d'événements de plus grande envergure.
En 2017 le groupe fête ses dix ans, toujours en compagnie de son public.
Partageant l'affiche avec des groupes tels que Wardruna, Korpiklaani ou Eluveitie, Prima Nocta a également joué en première partie de Tri Yann, Cellar Darling, Corvus Corax, ect.
Depuis on retrouve le groupe sur leurs propres tournées, de leur Flandre natal, à l'Europe occidentale, puis en festivals (Castlefest, Échos & Merveilles, Trolls & Légendes...) et parfois en tête d'affiche de festivals de musique folklorique.
En août 2024 le groupe sort son septième album Scars in the Soil.

## Style musical et instruments
Depuis 2007 le style de Prima Nocta n'a cessé d'évoluer. Basée uniquement sur des compositions personnelles dès le deuxième album, leur musique ne s'arrête pas à un style particulier. Leurs différents albums symbolisent les influences multiples dont s'inspirent les membres du groupe (In Extremo, Iron Maiden, Rammstein, Alan Stivell, etc).
Le groupe joue avec des percussions brutales, soutenues par des vents rapides et perçants, le tout souvent alourdi par le bouzouki saturé.
On les classifierait plus volontiers en tant que groupe de rock médiéval, néo-médieval, folk et folk rock. Les musiciens qualifient leur groupe de « folk metal ».

### Instruments
Les musiciens de Prima Nocta utilisent de nombreux instruments, essentiellement médiévaux et folkloriques parmi lesquels : 
- Les vents :
  - Marktsackpfeife principalement du facteur allemand Jens Güntzel (lequel a d'ailleurs nommé un modèle portant le nom du groupe)[16]
  - ( Cornemuse électronique : modèle Redpipe Classic Black, aperçu sur scène )
  - Rauschpfeife principalement de Jens Güntzel
  - Chalémie
  - Tarota
  - Uilleann pipes
  - Flûte
  - Accordéon
  - Didjeridoo
- Les percussions :
  - Tambour
  - Davul
  - Batterie
  - Percussions [...]
- Les Cordes :
  - Bouzouki irlandais
  - Violon
  - Guitare
  - Guitare basse

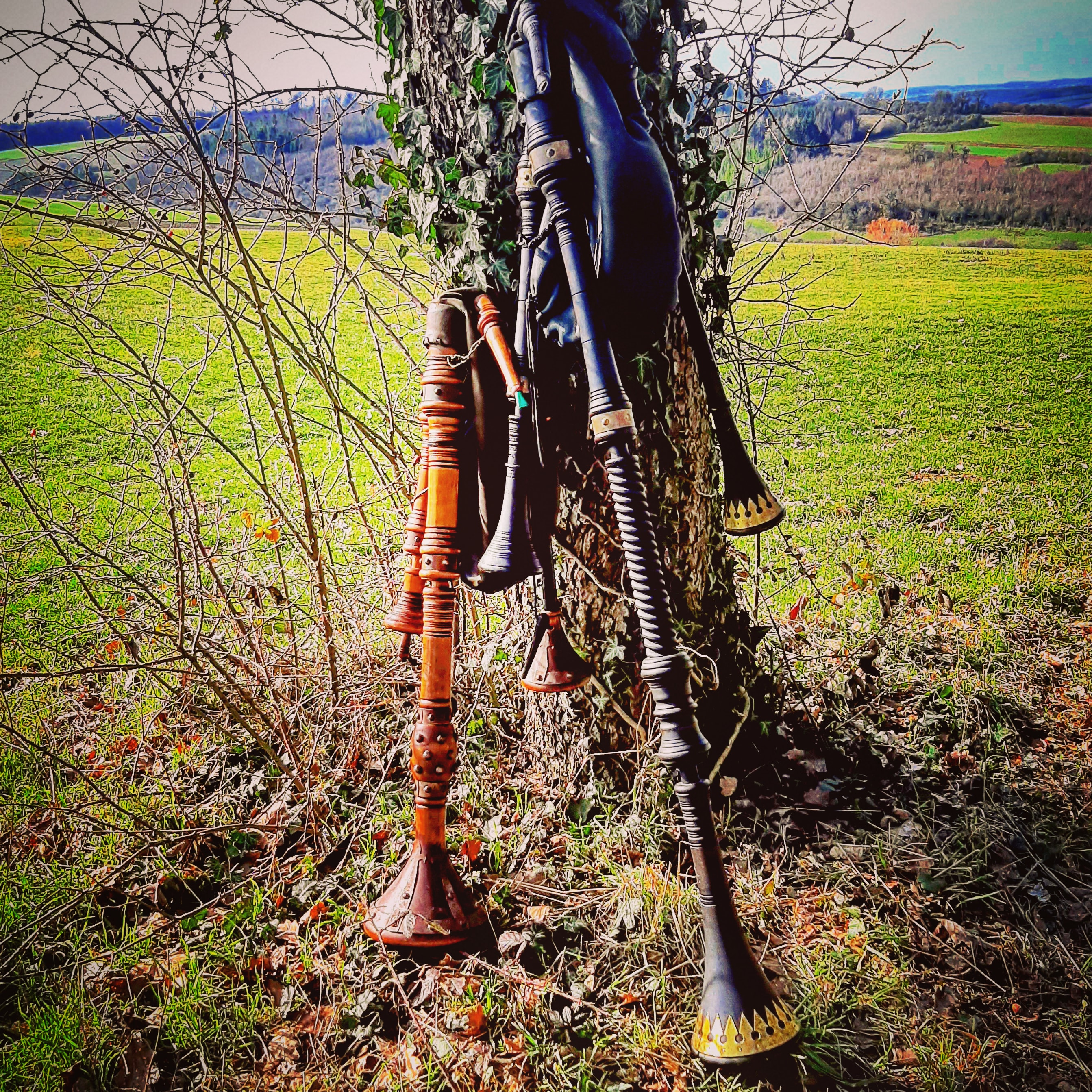
Marktsackpfeife utilisées par Prima Nocta (du facteur allemand Jens Güntzel)
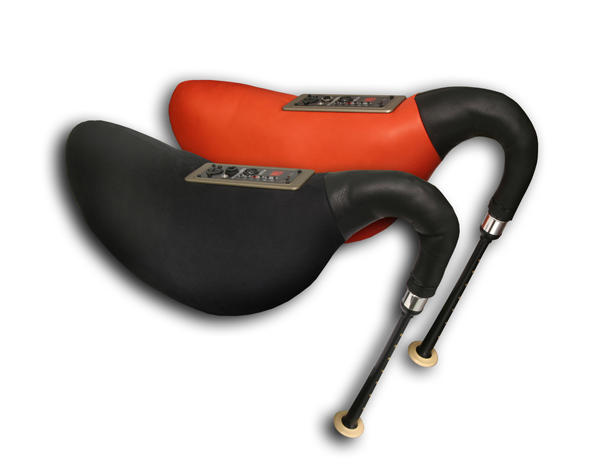
Cornemuse électronique Redpipe Classic
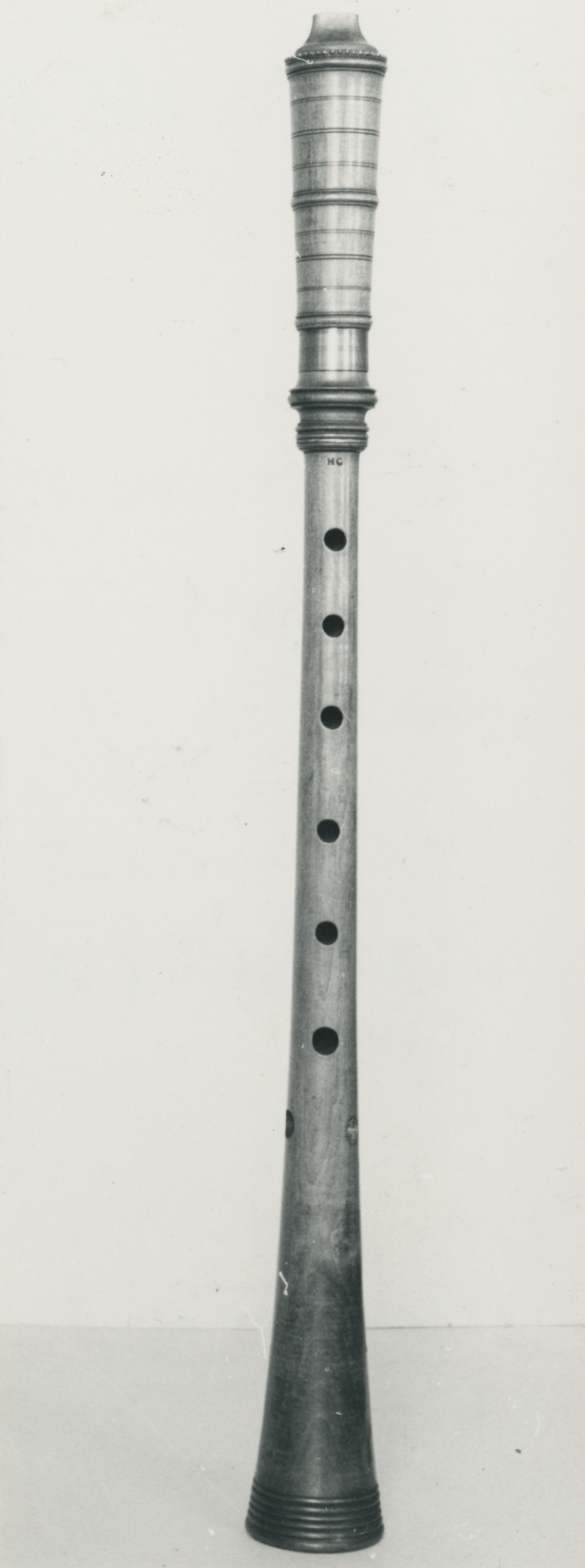
Rauschpfeife
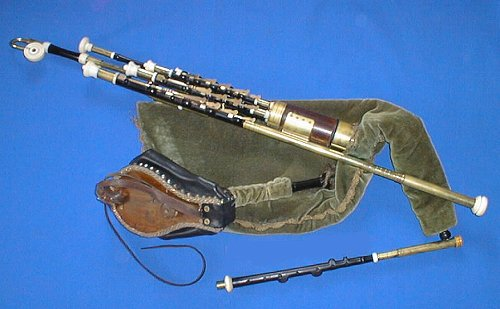
Uilleann Pipes (Irlande)
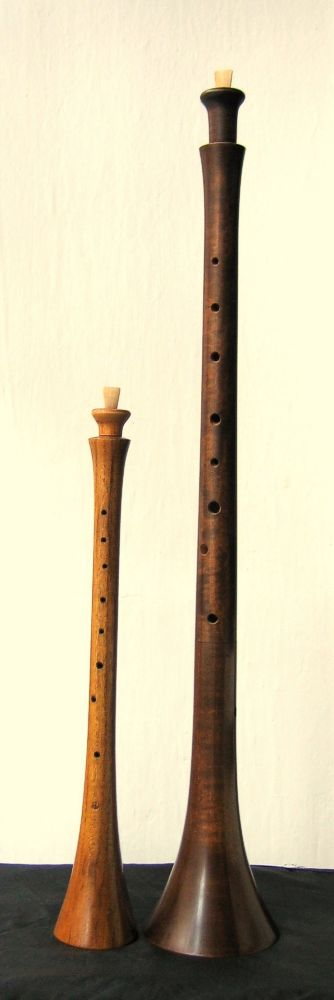
Chalemies
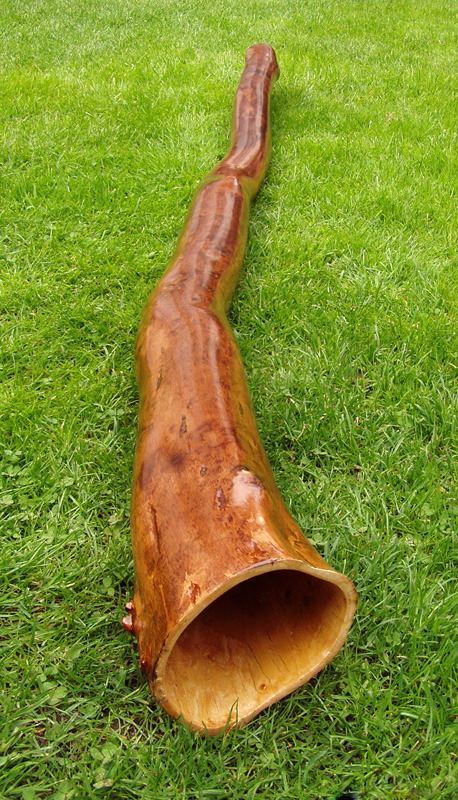
Didgeridoo
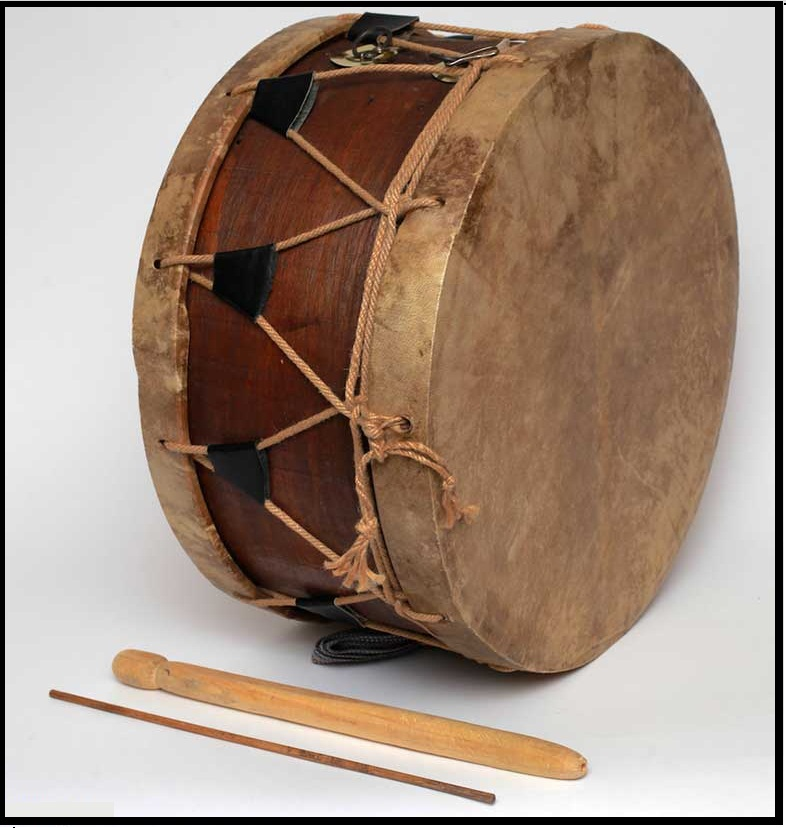
Davul
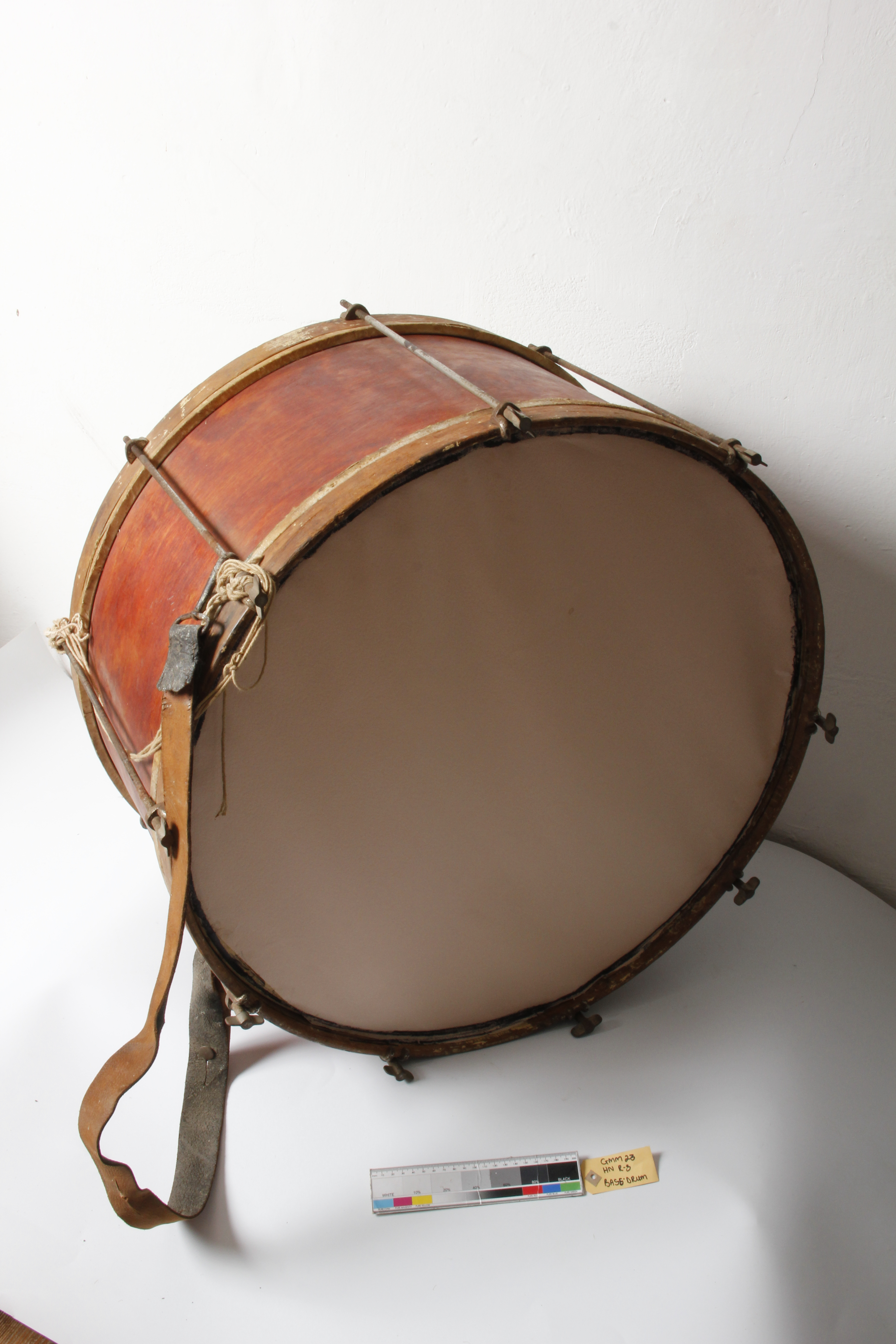
Tambour
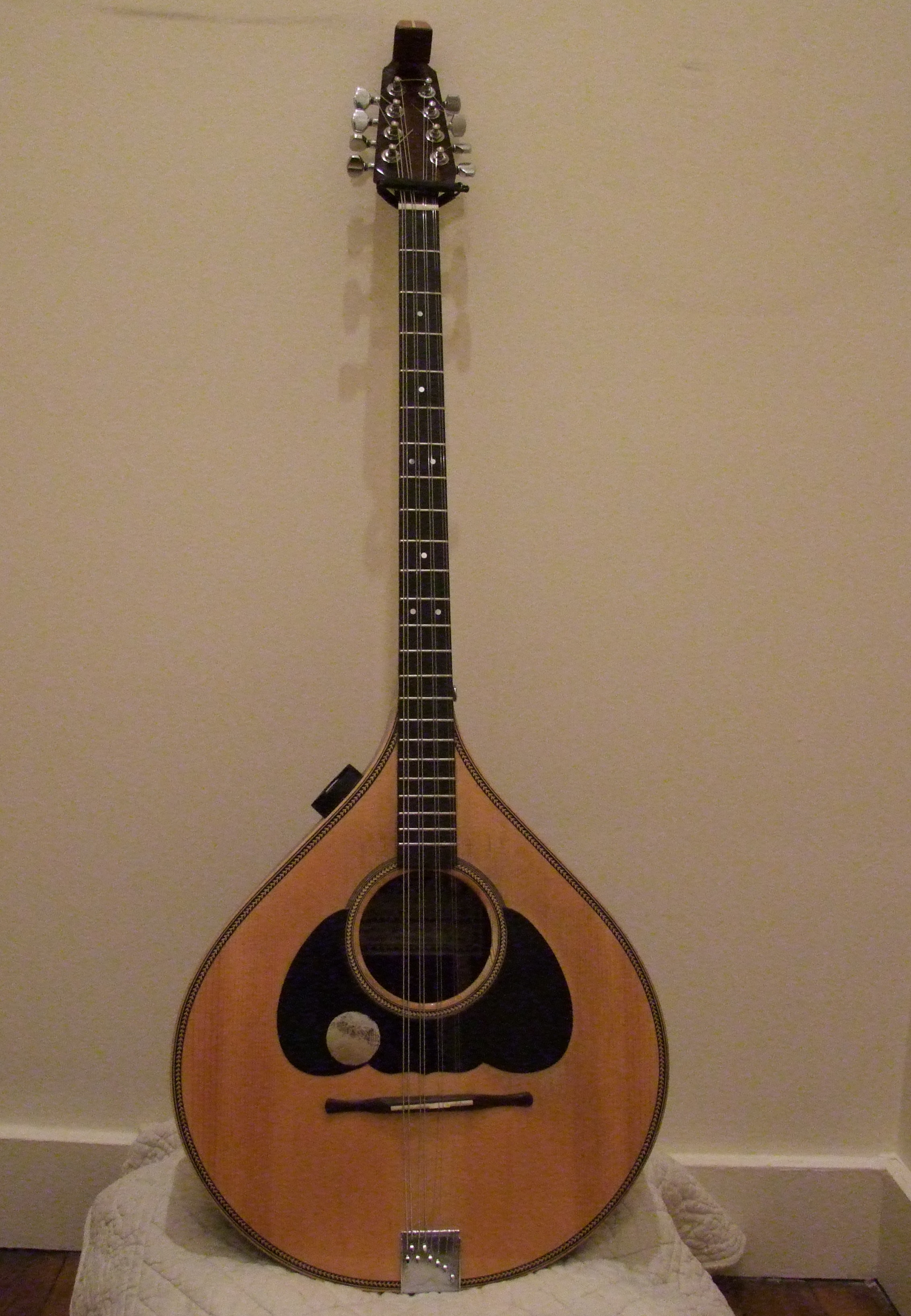
Bouzouki

## Membres
- Edwin - Marktsack, Rauschpfeife, chalémie, accordéon (depuis 2007)
- Pros - Marktsack, Rauschpfeife, chalémie, bouzouki, accordéon, didgeridoo, Uilleann pipes, percussions, synthétiseur, guitare, basse, voix (2007-2009; depuis 2012)
- Kwintijn - Marktsack, Rauschpfeife, bouzouki, synthétiseur, voix (2010-2017; depuis 2024)
- Bert - Marktsack, Rauschpfeife, chalémie, flûte (depuis 2017)
- Rony - tambour, davul, batterie, voix (depuis 2007)
- Stephane - tambour, davul, violon, basse (depuis 2015)

### Anciens membres
- Cédrik - Marktsack, Rauschpfeife , flûte, tarota (2007-2023)
- Leonard - davul, percussions (2012-2015)
- Steven - Bouzouki, Davul (2009-2012)
- Malicorne - Violon, Violoncelle (2009-2012)

## Discographie
- 2009: Impec (Prima Nocta)
- 2011: Haurne Hrops (Prima Nocta)
- 2013: Moonshine (Wild Board Music)[17]
- 2015: Nocturnal Dawn (Prima Nocta)
- 2017: Lost in Time (Prima Nocta)[2]
- 2022: Flag of the Greenman (Prima Nocta)[18]
- 2024: Scars in the Soil (Prima Nocta)[13]